# Малая Киня (приток Кини, притока Лупты)
Малая Киня — река в России, протекает по Гаринскому району Свердловской области. Устье реки находится в 6,1 км по левому берегу реки Киня. Длина реки составляет 21 км.

## Данные водного реестра
По данным государственного водного реестра России относится к Иртышскому бассейновому округу, водохозяйственный участок реки — Тавда от истока и до устья, без реки Сосьва от истока до водомерного поста у деревни Морозково, речной подбассейн реки — Тобол. Речной бассейн реки — Иртыш.